# Jesse Fuller's Favorites
Jesse Fuller's Favorites — студійний альбом американського блюзового музиканта Джессі Фуллера, випущений у 1965 році лейблом Prestige.

## Опис
Пісні на цьому альбомі, який став другим для людини-оркестра Джессі Фуллера на лейблі Prestige (перед цим вийшов його San Francisco Bay Blues, Prestige/Folklore FL 14006), включають його старі улюблені пісні, які мають різне походження. Не дивно, що п'ять пісень з цього альбому є блюзами. «Red River Blues» записували багато співаків упродовж останніх років, однак Джессі навчився її у Блайнд Бой Фуллера. «How Long Blues» — це стара пісня Лероя Карра, «Key to the Highway» заснована на успішному записі Біг Білла Брунзі, а «Stranger Blues» була написана Тампою Редом і Джорджією Томом наприкінці 1920-х. Інші блюзи, «Cincinnati Blues», одна з власних композицій Фуллера, «Tickling the Strings» є одним з його гітарних соло у теплому фольк-регтайм стилі, який, ймовірно, був популярний в областях штатів Джорджії та Кароліни, де виріс Фуллер.
Сесія звукозапису відублась 13 та 14 травня 1963 року в Сан-Франциско, Каліфорнія. Продюсерами альбому виступили Семюел Чартерс і Пол А. Ротшильд. Альбом вийшов у травні 1965 року на Prestige в США, а також на лейблі Stateside у Великій Британії.

## Список композицій
1. «Red River Blues» (Блайнд Бой Фуллер) — 3:35
2. «How Long Blues» (Лерой Карр) — 3:45
3. «You Can't Keep a Good Man Down» (Джессі Фуллер) — 2:20
4. «Key to the Highway» (Біг Білл Брунзі) — 2:30
5. «Tickling the Strings» (Джессі Фуллер) — 2:45
6. «Midnight Special» (народна) — 2:35
7. «Stranger Blues» (Гадсон Віттакер) — 4:45
8. «Fables Aren't Nothing But Doggone Lies» (Джессі Фуллер) — 3:00
9. «Brownskin Gal (I've Got My Eye on You)» (Джессі Фуллер) — 3:30
10. «Cincinnati Blues» (Джессі Фуллер) — 2:25
11. «Hump in Your Back» (Джессі Фуллер) — 2:45
12. «Trouble If I Don't Use My Head» (Джессі Фуллер) — 3:55

## Учасники запису
- Джессі Фуллер — вокал, дванадцятиструнна гітара, губна гармоніка, казу, пральна дошка і бас [фотделла]

Технічний персонал
- Семюел Чартерс — продюсер, текст (січень 1965)
- Пол А. Ротшильд — продюсер
- Дон Шліттен — дизайн обкладинки
- Дейв Гар — фотографія